# باغ پرندگان

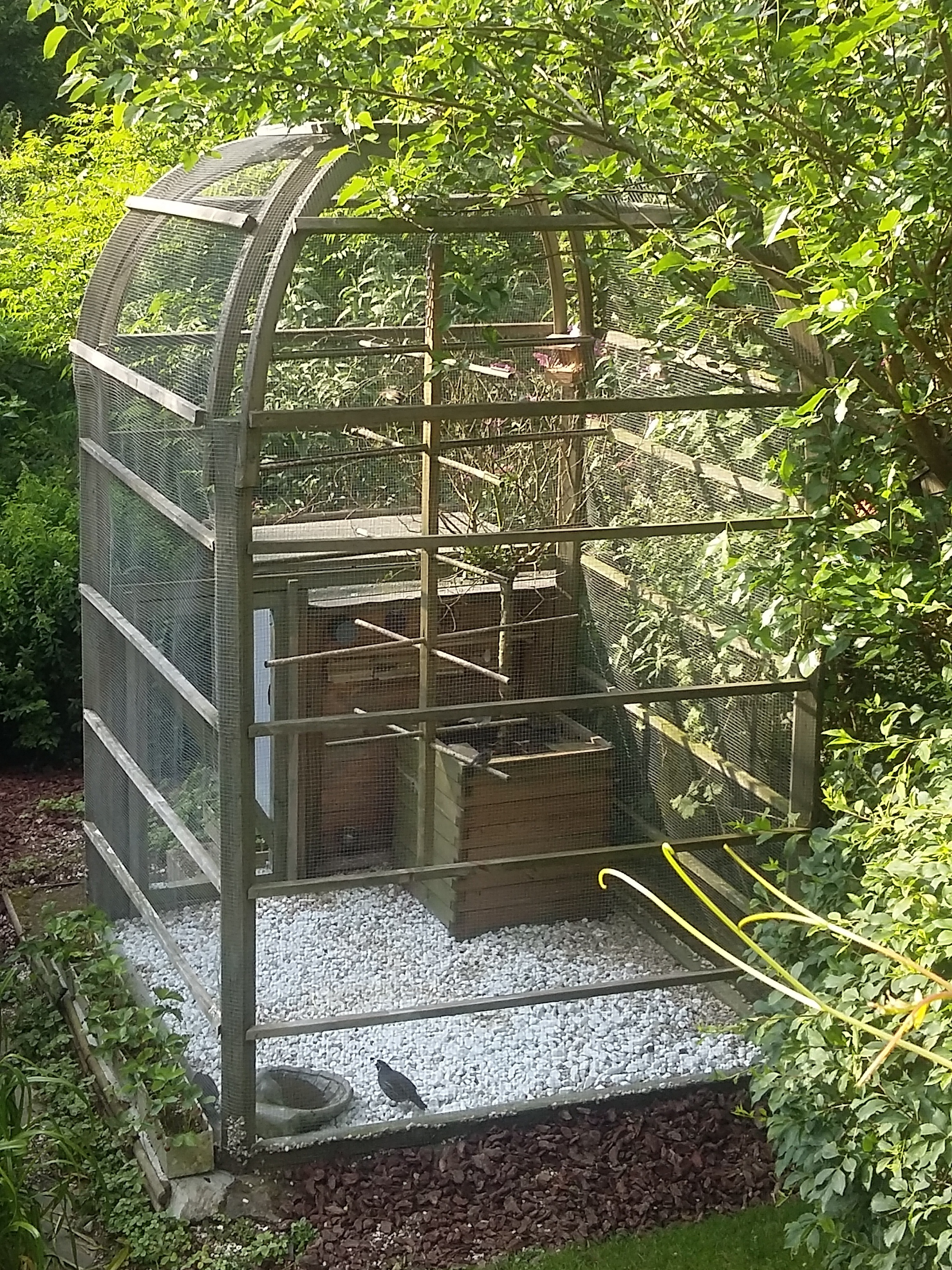
پرنده‌گاه خانگی، نیتن، بلژیک، سازه چوبی غیرتجاری

باغ پرندگان یا پرنده‌گاه یا پرنده‌خانه (به انگلیسی: Aviary) یک محوطه بزرگ برای محدود کردن پرندگان یا گاهی خفاش‌ها برای نمایش است. برخلاف قفس پرندگان، پرنده‌گاه‌ها فضای زندگی بزرگتری را برای پرندگان فراهم می‌کنند تا بتوانند پرواز کنند. از این رو، گاهی به آن قفس پرواز نیز می‌گویند. پرندگان اغلب حاوی گیاهان و درختچه‌ها برای شبیه‌سازی یک محیط طبیعی هستند.

## نگارخانه

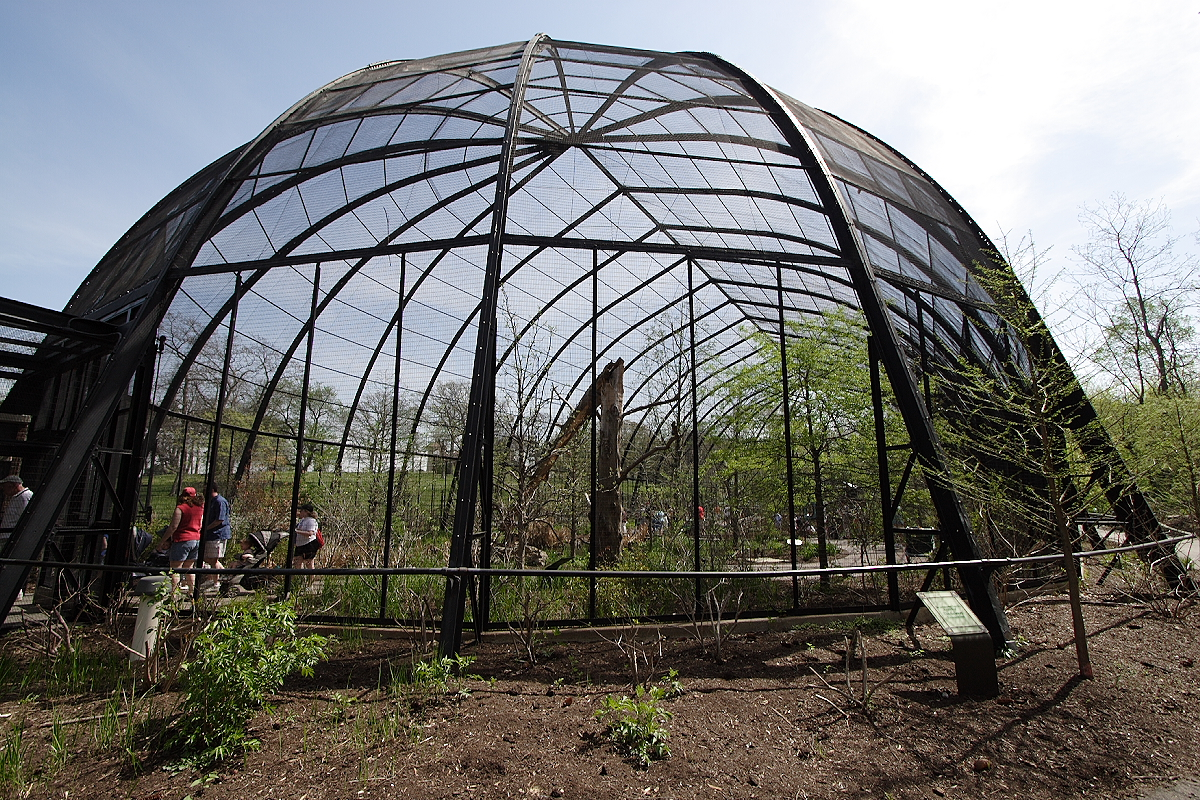
قفس پرواز ۱۹۰۴
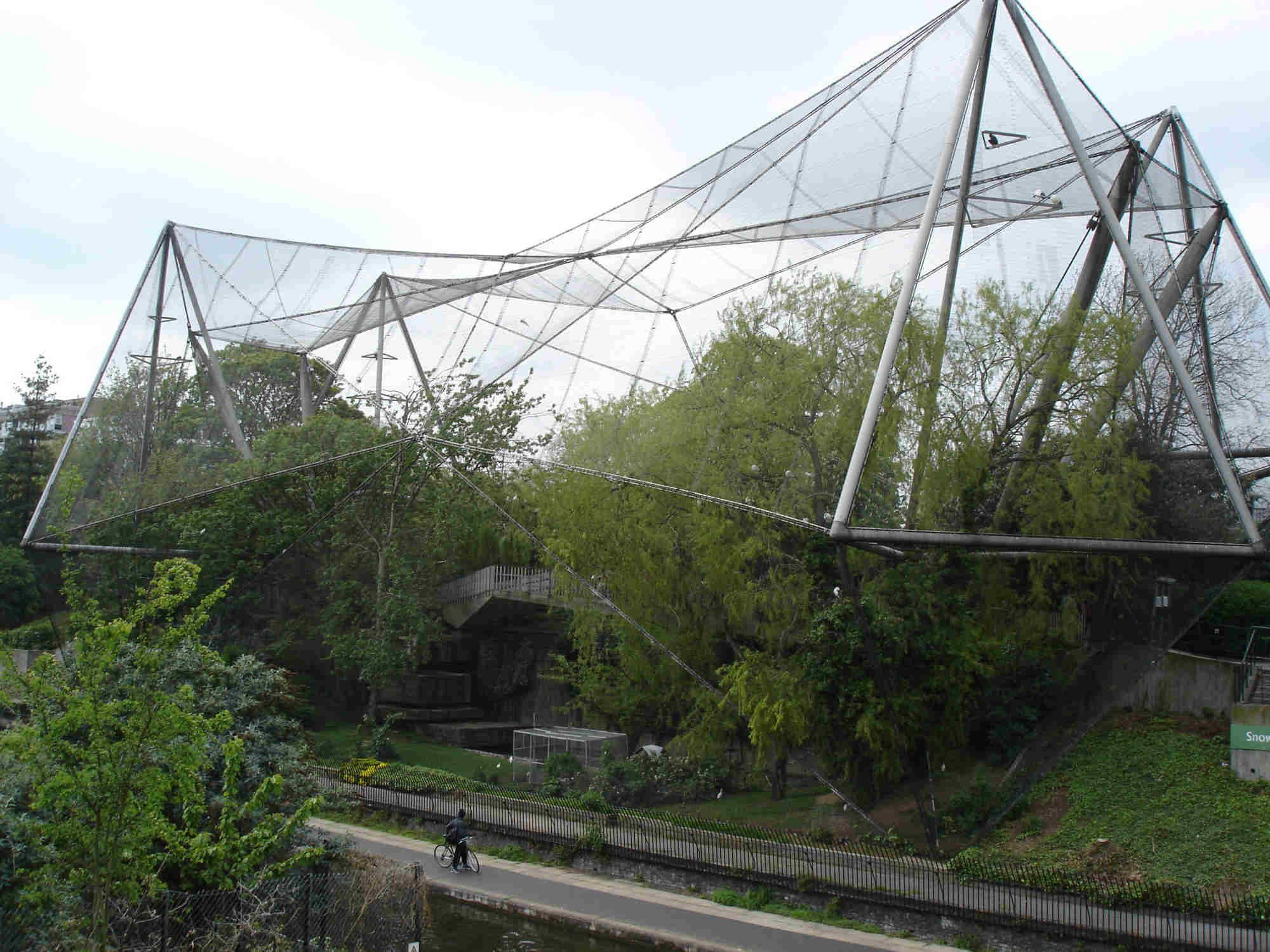
پرنده‌گاه اسنودون در باغ‌وحش لندن
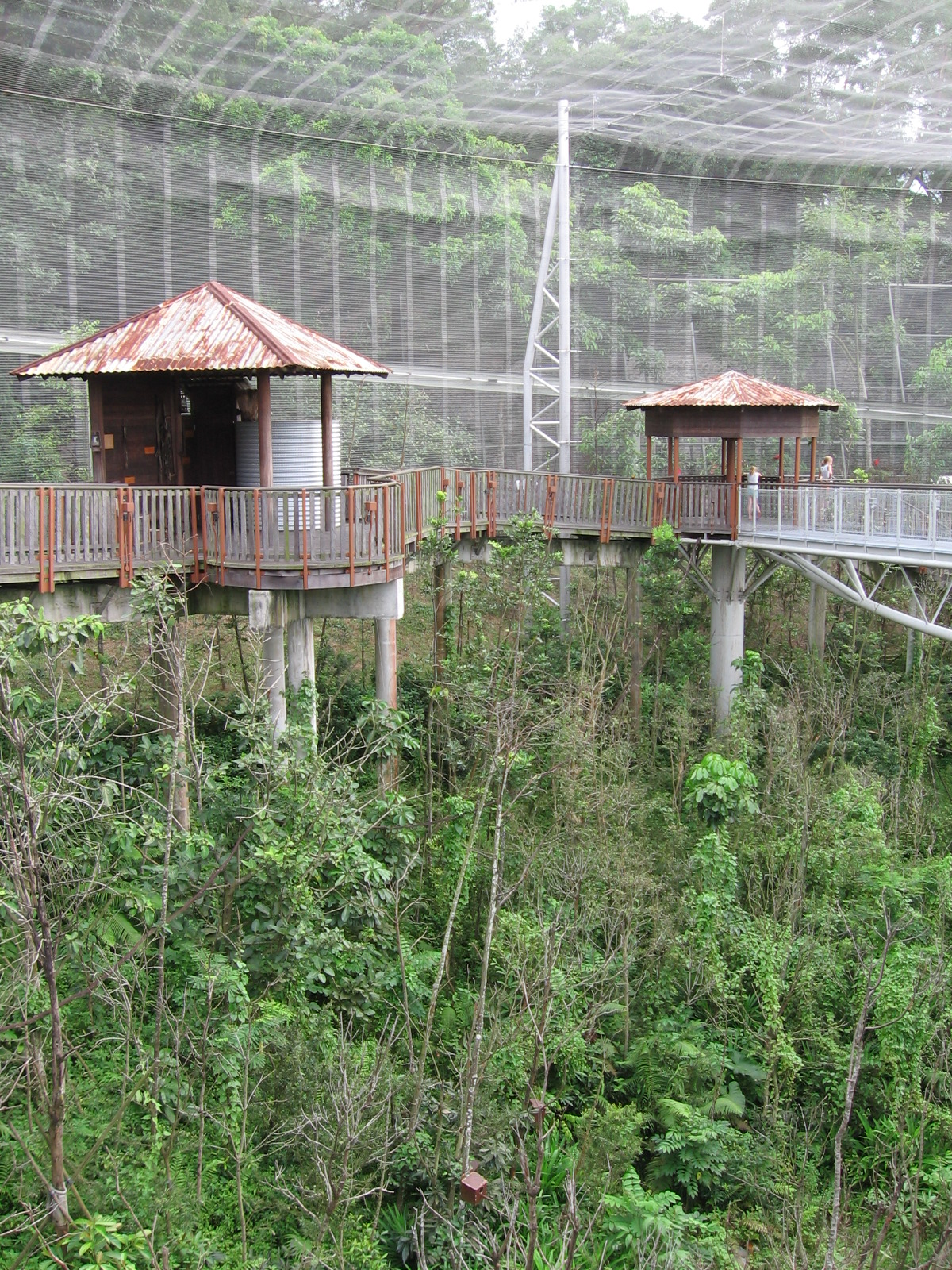
باغ پرندگان یورنوگ، لاری لافت ۳ در سنگاپور
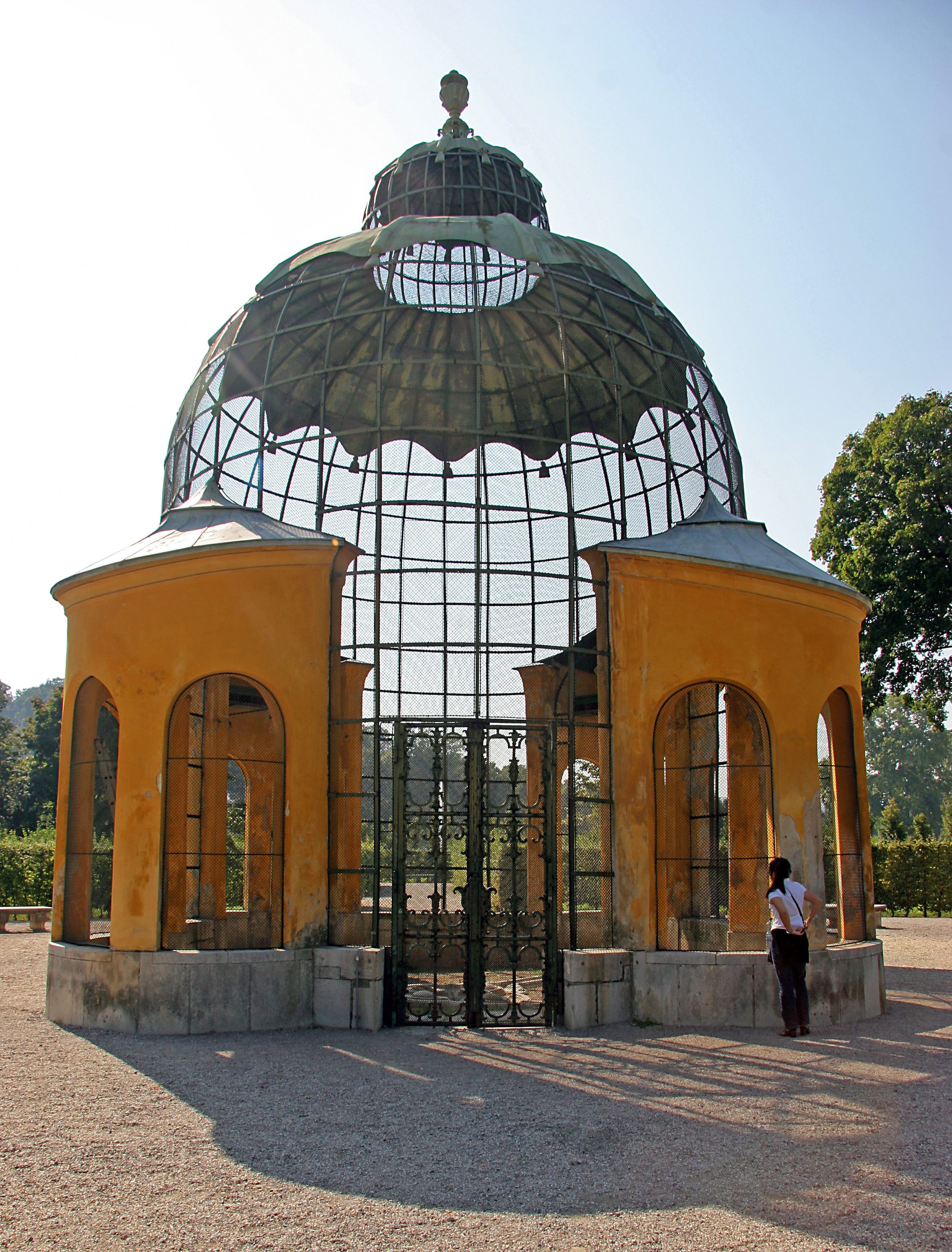
پرنده‌گاه در باغ‌های کاخ شونبرون در وین، اتریش
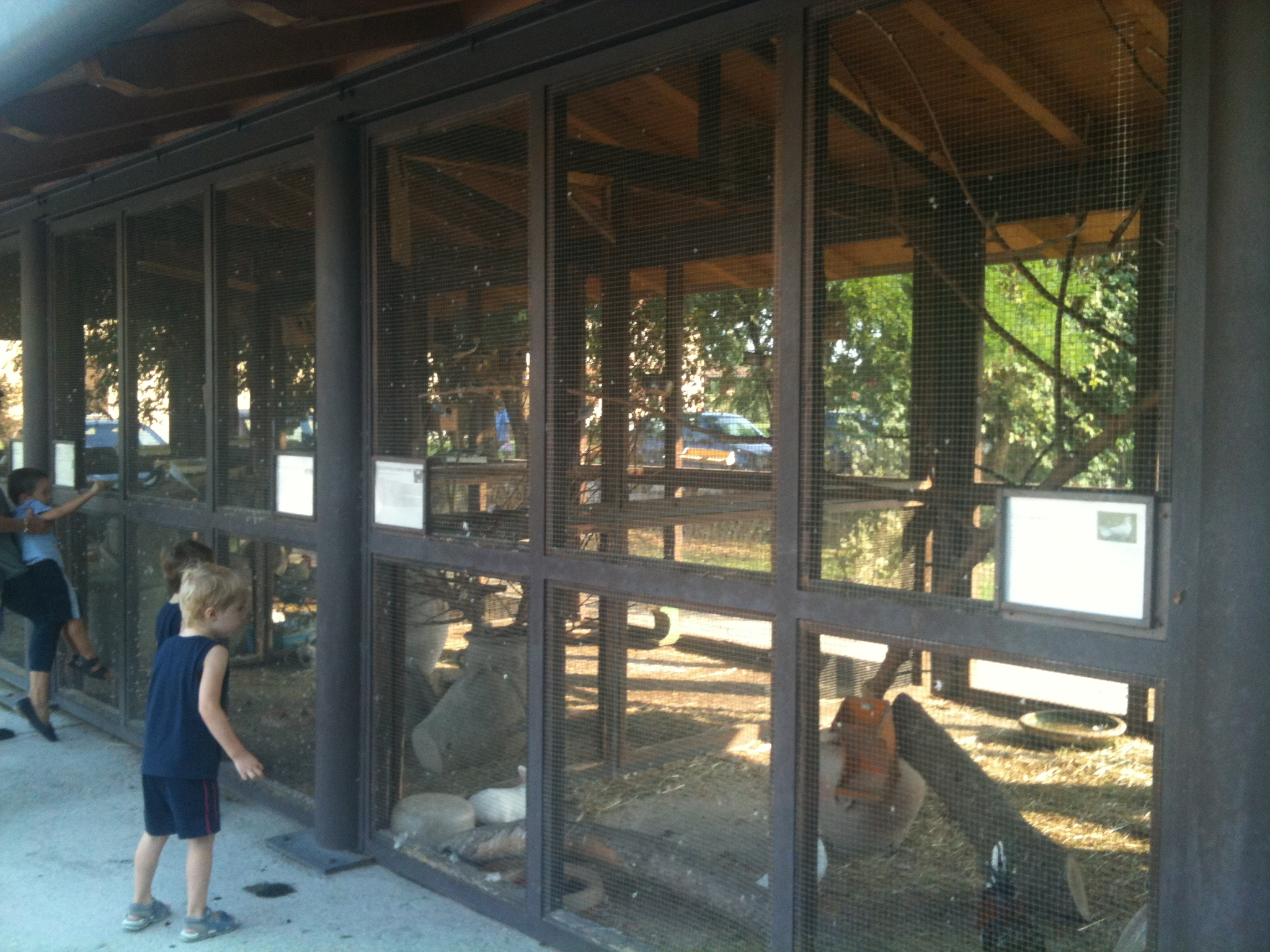
پرنده‌گاه در مزرعه، ایتالیا
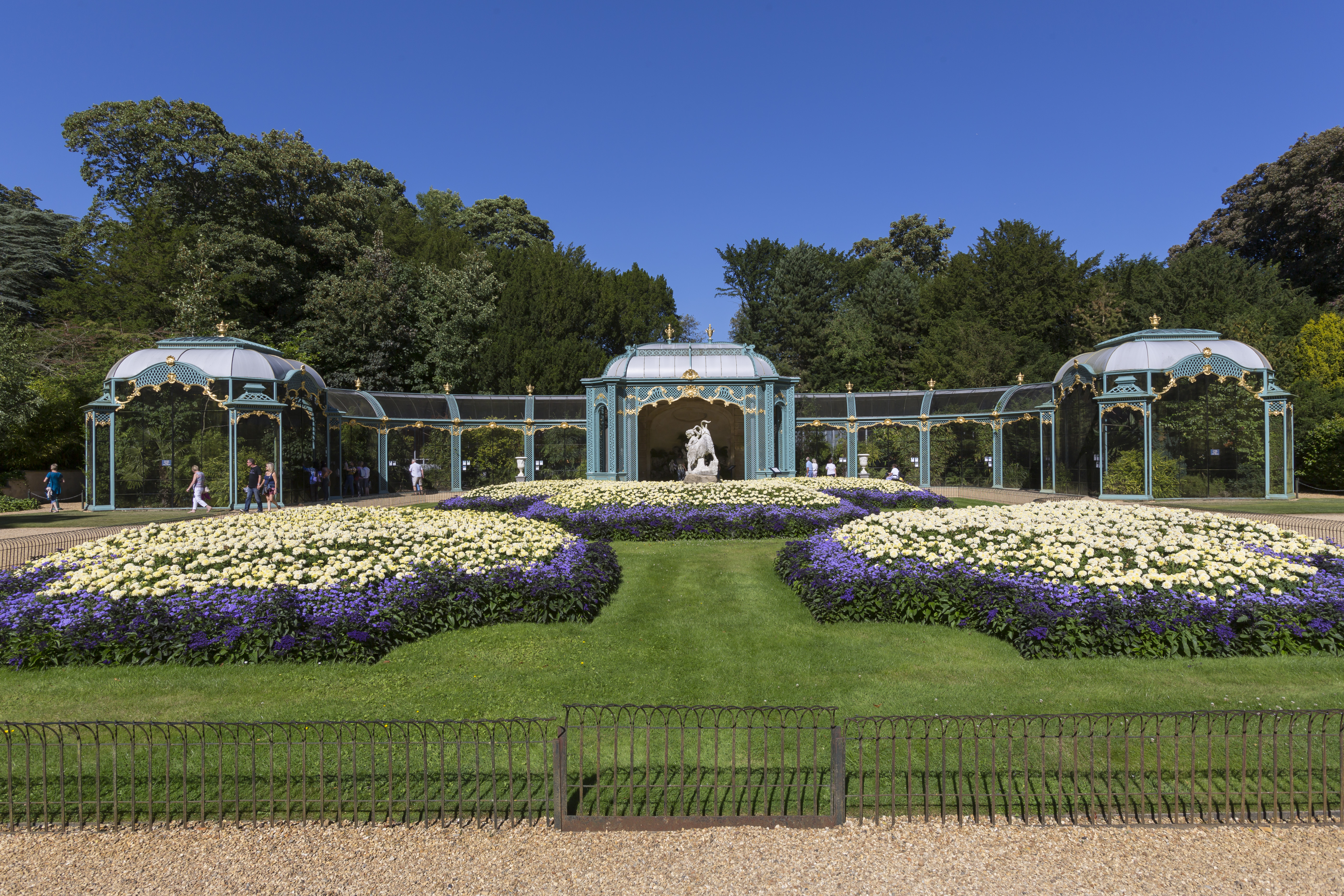
پرنده‌گاه ویکتوریایی در کاخ وادزدن
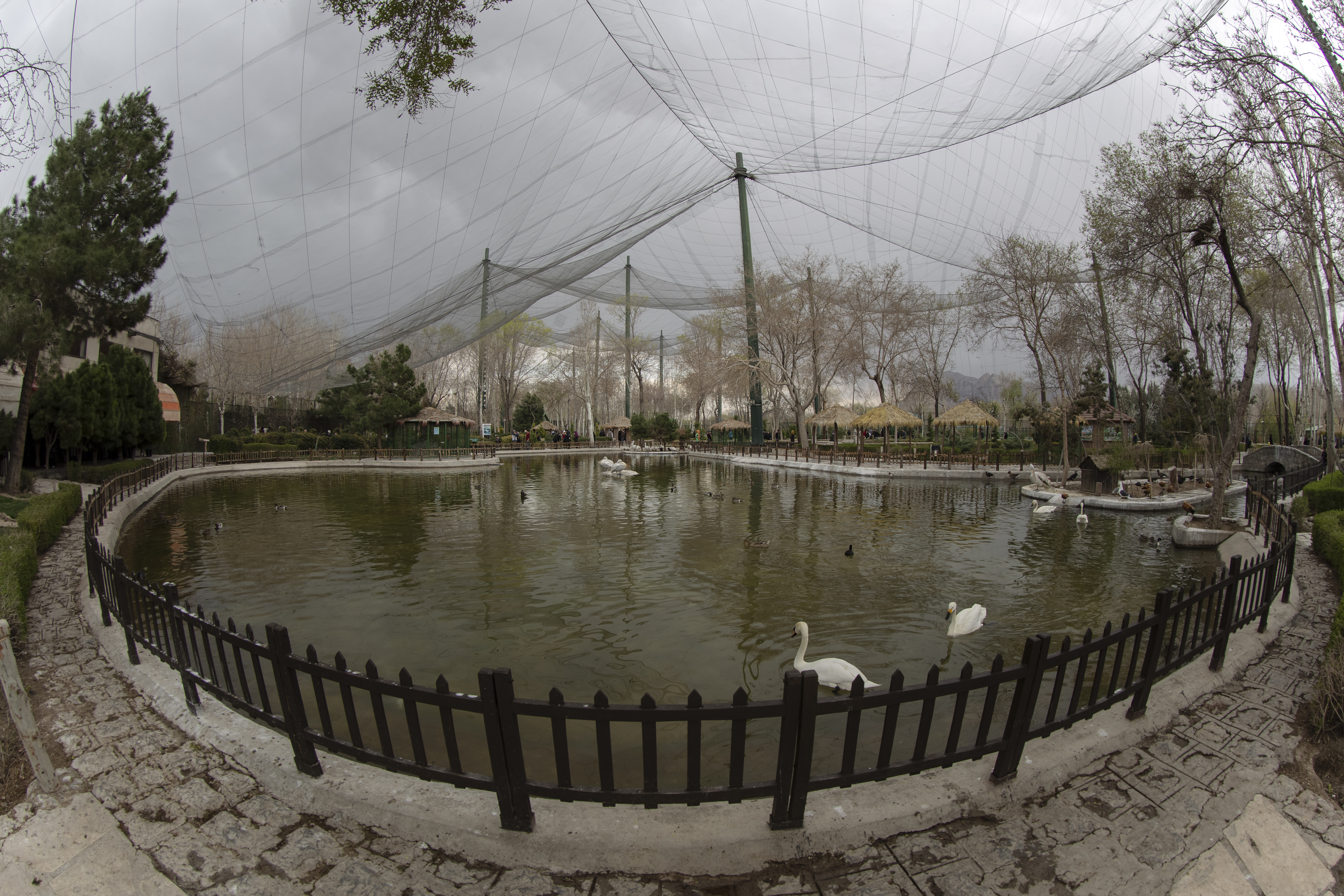
محوطه باغ پرندگان اصفهان در حاشیه زاینده رود